# Liga Europeia de Natação
A Liga Europeia de Natação ou LEN (em inglês:(European Swimming Leagu)) é a organização europeia para desportos aquáticos afiliada a  FINA. Ela foi iniciada formalmente em 1927, em Bolonha, Itália e desde 2015 está em Nyon, Suíça.

## Federações afiliadas
Em 2016, a entidade contava com 52 federações nacionais na Europa.
|    | Nacionalidade        | Federação                                                                  | Página web |
| -- | -------------------- | -------------------------------------------------------------------------- | ---------- |
| 1  | Albânia              | Albanian Swimming Federation                                               |            |
| 2  | Alemanha             | Deutscher Schwimm-Verband                                                  |            |
| 3  | Andorra              | Federació Andorrana de Natació                                             |            |
| 4  | Armênia              | Swimming Federation of Armenia                                             |            |
| 5  | Áustria              | Österreichischer Schwimmverband                                            |            |
| 6  | Azerbaijão           | Azerbaijan Swimming Federation                                             |            |
| 7  | Bielorrússia         | Swimming Federation of Belaruss                                            |            |
| 8  | Bélgica              | Fédération Royale Belge de Natation                                        |            |
| 9  | Bósnia e Herzegovina | Swimming Federation of Bosnia and Herzegovina                              |            |
| 10 | Bulgária             | Bulgarian Swimming Federation                                              |            |
| 11 | Croácia              | Hrvatski plivački savez                                                    |            |
| 12 | Chipre               | Cyprus Swimming Federation                                                 |            |
| 13 | Dinamarca            | Dansk Svømmeunion                                                          |            |
| 14 | Eslováquia           | Slovenská plavecká Federácia                                               |            |
| 15 | Eslovênia            | Plavalna zveza Slovenije                                                   |            |
| 16 | Espanha              | Real Federación Española de Natación                                       |            |
| 17 | Estónia              | Estonian Swimming Federation                                               |            |
| 18 | Ilhas Feroé          | Svimjisamband Føroya                                                       |            |
| 19 | Finlândia            | Finnish Swimming Association                                               |            |
| 20 | França               | Fédération Française de Natation                                           |            |
| 21 | Geórgia              | Georgian Aquatic Sports National Federation                                |            |
| 22 | Gibraltar            | Gibraltar Amateur Swimming Association                                     |            |
| 23 | Grécia               | Hellenic Swimming Federation                                               |            |
| 24 | Hungria              | Magyar Úszó Szövetség (Natação) Magyar Vízilabda Szövetség (Polo aquático) |            |
| 25 | Islândia             | Sundsamband Íslands                                                        |            |
| 26 | Irlanda              | Swimm Ireland                                                              |            |
| 27 | Israel               | Israel Swimming Association                                                |            |
| 28 | Itália               | Federazione Italiana Nuoto                                                 |            |
| 29 | Kosovo               | Federata e Notit të Kosovës Plivački savez Kosova                          |            |
| 30 | Letônia              | Latvijas Peldēšanas federācija                                             |            |
| 31 | Liechtenstein        | Liechtensteiner Schwimmverband                                             |            |
| 32 | Lituânia             | Lietuvos plaukimo federacija                                               |            |
| 33 | Luxemburgo           | Fédération Luxembourgeoise de Natation et de Sauvetage                     |            |
| 34 | Macedônia do Norte   | Swimming Federation of Macedonia                                           |            |
| 35 | Malta                | Aquatic Sports Association of Malta                                        |            |
| 36 | Moldávia             | Swimming Federation of Moldavia                                            |            |
| 37 | Mónaco               | Fédération Monégasque de Natation                                          |            |
| 38 | Montenegro           | Montenegro Swimming Federation                                             |            |
| 39 | Noruega              | Norges Svømmeforbund                                                       |            |
| 40 | Países Baixos        | Koninklijke Nederlandse Zwembond                                           |            |
| 41 | Polónia              | Polski Związek Pływacki                                                    |            |
| 42 | Portugal             | Federação Portuguesa de Natação                                            |            |
| 43 | Chéquia              | Český svaz plaveckých sportů                                               |            |
| 44 | Reino Unido          | British Swimming Association                                               |            |
| 45 | Roménia              | Federaţia Română de Nataţie                                                |            |
| 46 | Rússia               | All-Russian Swimming Federation Russian Water Polo Federation              | -          |
| 47 | San Marino           | Swimming Federation of San Marino                                          |            |
| 48 | Sérvia               | Swimming Federation of Serbia                                              |            |
| 49 | Suécia               | Svenska Simförbundet                                                       |            |
| 50 | Suíça                | Schweizerischer Schwimmverband                                             |            |
| 51 | Turquia              | Turkish Swimming Federation                                                |            |
| 52 | Ucrânia              | Ukrainian Swimming Federation                                              |            |

## Competições
- Campeonato Europeu de Esportes Aquáticos
- Campeonato Europeu de Natação em Piscina Curta
- Campeonato Europeu Júnior de Natação